# Ossip Aptekman
Ossip Vasiljevitš Aptekman, (en russe : Осип Васильевич Аптекман), né le 30 mars 1849 à Pavlograd et mort le 8 juillet 1926 à Moscou, est un révolutionnaire russe narodniki puis Menchevik au sein du Parti ouvrier social-démocrate de Russie.

## Biographie
Ossip Aptekman est né dans une famille bourgeoise juive. Il a étudié à l'université de Kharkov, puis a poursuivi des études médicales à l'Académie de médecine et de chirurgie de Saint-Pétersbourg. 
À partir de 1874, il devint un militant révolutionnaire dans les campagnes, et a participé activement aux activités de propagande du mouvement Terre et Liberté.
En 1879, lors de la scission de l'organisation Terre et Liberté, il participe avec Gueorgui Plekhanov, Pavel Axelrod, Vera Zassoulitch, Lev Deutsch et Élisabeth Kovalskaïa, à la fondation du mouvement Tcherny Peredel qui prône la lutte politique et non la violence.
En 1880, il est finalement arrêté et déporté en Yakoutie pendant cinq années. Une fois libéré, il part en Allemagne, en 1887, pour terminer ses études de médecine à Munich, puis retourne en Russie en 1889 où il travaille comme médecin.
Il devint un membre actif du Parti ouvrier social-démocrate de Russie au sein de la tendance Menchevik.
En 1905, il participe au soulèvement populaire à Vilnius. Il est de nouveau arrêté, mais parvint à s'exiler en Suisse. Revenu en Russie, juste avant la Première Guerre mondiale, il participe activement à la Révolution de Février 1917. 
Après la Révolution d'Octobre, Ossip Aptekman travailla aux archives de la ville de Saint-Petersbourg. Il écrivit une histoire du mouvement révolutionnaire russe.